# Statuti Alessandrini

Stemma dei Gonzaga dal 1433

Gli Statuti Alessandrini o Codice alessandrino (Statuta civilia et criminalia terrae Canneti [...] et aliorum locorum Brixiensium sub dominio Mantuae, in italiano: "Statuti civili e penali del paese di Canneto e degli altri luoghi del bresciano sotto il dominio di Mantova"), datati tra il 1450 ed il 1456 e redatti in scrittura gotica, sono un codice legislativo, una raccolta giuridica voluta da Alessandro Gonzaga, signore di Castel Goffredo, Castiglione, Medole, Solferino, Canneto e Redondesco ed acquisita successivamente da tutti i governanti locali, che rimase alla base della vita del suo feudo fino al 1796.

## Storia e contenuti

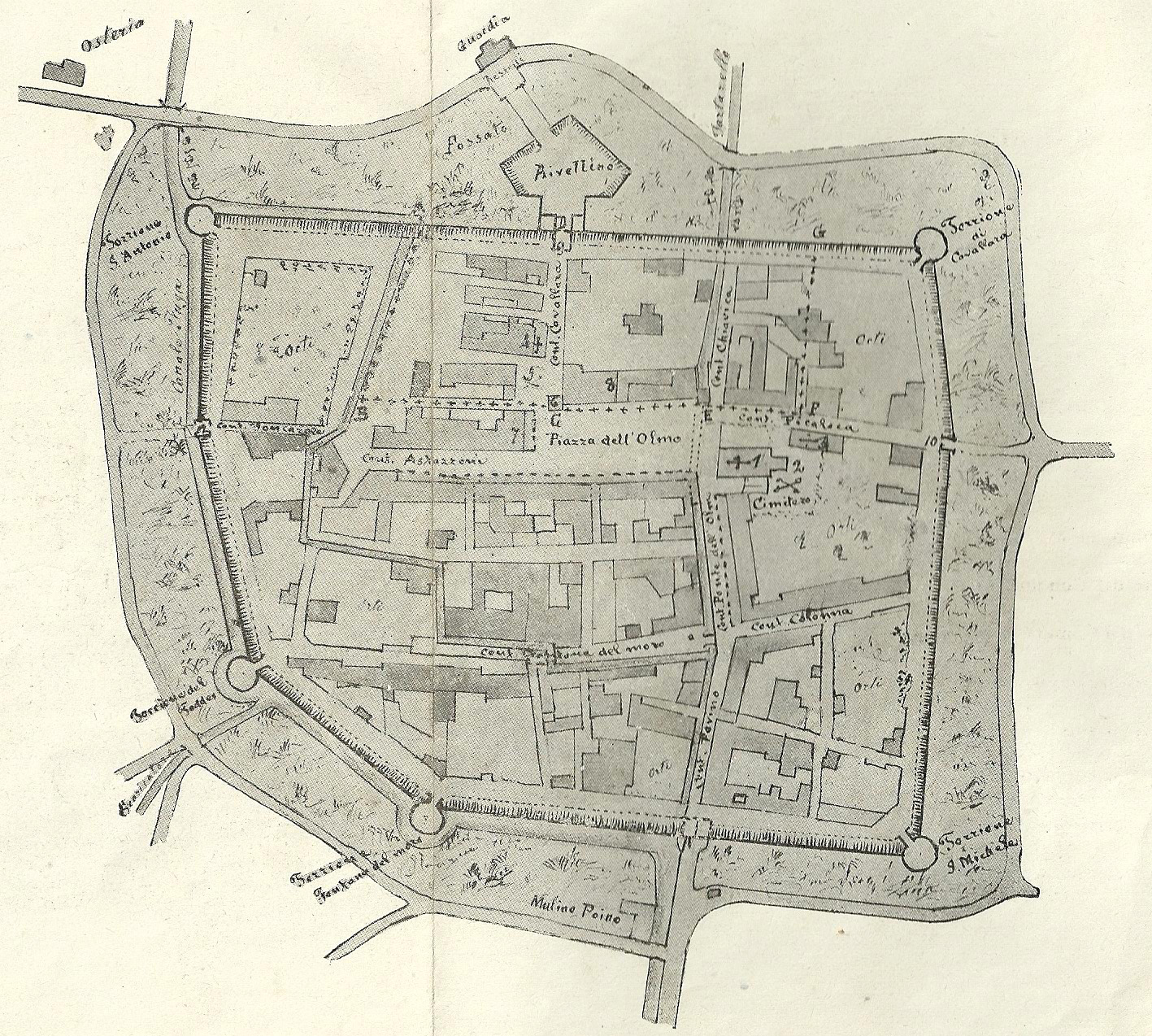
Pianta di Castel Goffredo agli inizi del Cinquecento.

Gli Statuti Alessandrini, emanati a Mantova il 10 dicembre 1456, vennero compilati in aderenza a quelli vigenti nella città di Brescia. In essi erano contenute norme in materia civile (236 articoli) e criminale (246 articoli) ed era diviso in quattro sezioni:
- Statuta civilia ed de ministralibus
- Statuta criminalia ed solutiones notariorum
- De stratis et pontibus
- De damnis datis

Erano minuziosamente contemplati tutti i reati e le relative pene inflitte ai condannati, che venivano puniti con pene pecuniarie. La pena di morte era prevista per impiccagione e veniva applicata per gli omicidi, i violentatori, i ladri, le adultere, gli omosessuali, gli incendiari e i falsificatori di monete e documenti. I ladri venivano puniti con nerbate qualora il furto fosse di lieve entità. I bestemmiatori erano puniti con una multa e, se recidivi, venivano legati sulla pubblica piazza con la lingua messa in una morsa.
Venivano previste pene specifiche per gli osti che non rispettavano gli orari consentiti. Erano sanzionati anche coloro che gettavano rifiuti nelle strade, coloro che non provvedevano alla manutenzione dei fossi e dei ponti e per chi danneggiava le colture.
Pene erano previste anche per chi non santificava le feste, che negli Statuti venivano elencate per singolo mese ed erano trentasette nell'anno.
Erano previste particolari norme in caso di calamità, come la peste, la carestia e la siccità.

## Edizioni
Una copia degli Statuti Alessandrini di Castel Goffredo è conservata: presso privati, presso l'Archivio di Stato di Mantova, presso la Biblioteca Comunale di Mantova (copia di Castiglione delle Stiviere e Solferino). Una copia desgli Statuti di Canneto (trascrizione del 1739 dall'originale) si trova presso il comune di Canneto sull'Oglio e presso la biblioteca del Senato.